# Quan hệ Trung Quốc – Bắc Triều Tiên
Quan hệ Trung Quốc- Triều Tiên (tiếng Trung: 中朝关系, tiếng Hàn Quốc: 조중 관계) là quan hệ song phương giữa CHND Trung Hoa (PRC) và CHDCND Triều Tiên (DPRK).
Trung Quốc và Triều Tiên trước đây có quan hệ ngoại giao chặt chẽ. Tuy nhiên, quan hệ giữa Trung Quốc và Triều Tiên đã giảm đáng kể trong vài năm qua. Sự suy giảm trong mối quan hệ giữa Trung Quốc và Triều Tiên chủ yếu là do mối quan tâm ngày càng tăng lên ở Trung Quốc về các vấn đề như giam giữ các tàu đánh cá của Trung Quốc và quan trọng hơn chương trình vũ khí hạt nhân.
Quan điểm tích cực về Triều Tiên của người Trung Quốc dường như đang giảm dần. Theo một cuộc thăm dò của BBC World Service Poll năm 2014, 20% người dân Trung Quốc xem ảnh hưởng của Triều Tiên tích cực, với 46% thể hiện một quan điểm tiêu cực.

## Lịch sử

### Chiến tranh Triều Tiên
Vào tháng 5 năm 1950, Thủ tướng Kim Il-sung của Cộng hòa Dân chủ Nhân dân Triều Tiên đã bí mật đến thăm Bắc Kinh để nói tóm tắt với Chủ tịch Đảng Cộng sản Trung Quốc Mao Trạch Đông và lãnh đạo Trung Quốc về các kế hoạch chiến tranh của ông. Sau những thất bại được duy trì bởi Quân đội Nhân dân Triều Tiên và sự vượt qua vĩ tuyến 38 của Bộ Tư lệnh Liên Hợp Quốc, vào tháng 10 năm 1950, Trung Quốc đã tham gia Chiến tranh Triều Tiên để hỗ trợ Triều Tiên. Ngoài việc phái các Tình nguyện viên Nhân dân Trung Quốc đến Triều Tiên để chiến đấu chống lại Bộ Tư lệnh Liên Hợp Quốc, Trung Quốc còn tiếp nhận người tị nạn và sinh viên Triều Tiên và cung cấp viện trợ kinh tế trong chiến tranh. Sau khi ký Hiệp định đình chiến chiến tranh Triều Tiên năm 1953, Trung Quốc, cùng với các thành viên của Khối Đông do Liên Xô lãnh đạo, đã hỗ trợ kinh tế rộng rãi cho Bình Nhưỡng để hỗ trợ tái thiết và phát triển kinh tế của Triều Tiên.

### Sự cố phe phái tháng 8 năm 1956

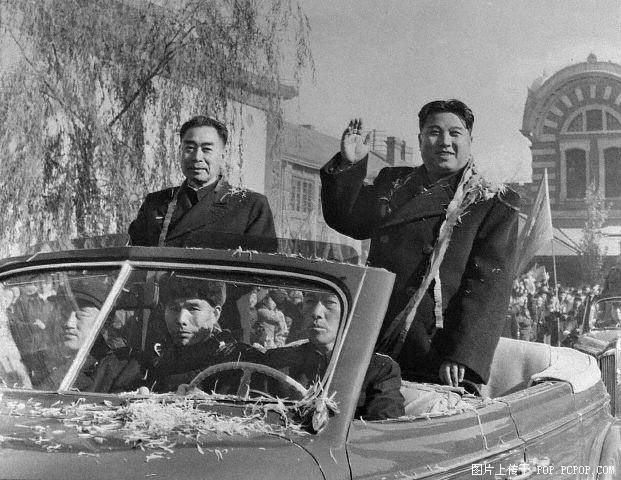
Kim Nhật Thành và Chu Ân Lai tại Bắc Kinh năm 1958

Năm 1956, tại Phiên họp toàn thể lần thứ 2 của Ủy ban Trung ương 3, các nhân vật hàng đầu của Triều Tiên thân Trung Quốc được gọi là phe Yan'an đã cố gắng loại bỏ Kim il-sung khỏi quyền lực với sự hỗ trợ của Trung Quốc và Liên Xô. Vụ việc này đã được gọi là Sự cố phe phái tháng Tám và tạo thành cơ sở lịch sử cho nỗi sợ hãi của Triều Tiên về sự can thiệp của Trung Quốc.

### Suy thoái năm 1960
Những năm 1960 được coi là thời kỳ "gây tranh cãi" trong quan hệ Trung-Triều. Đảng Công nhân Triều Tiên đã chỉ trích Cách mạng Văn hóa và mô tả Mao Trạch Đông là một kẻ ngốc già đã mất trí. chỉ trích Triều Tiên là "chủ nghĩa xét lại" trên tờ báo Đông Phương.

### Hiệp ước hữu nghị và hợp tác hỗ trợ lẫn nhau
Năm 1961, hai nước đã ký Hiệp ước hữu nghị và hỗ trợ lẫn nhau giữa Trung-Triều, theo đó Trung Quốc cam kết sẽ cung cấp ngay lập tức quân sự và các hỗ trợ khác cho đồng minh chống lại bất kỳ cuộc tấn công bên ngoài nào. Hiệp ước này đã được kéo dài hai lần, vào năm 1981 và 2001, có hiệu lực đến năm 2021.

### Thời kì hậu chiến tranh lạnh
Vào ngày 1 tháng 1 năm 2009, nhà lãnh đạo tối cao Trung Quốc Hồ Cẩm Đào và nhà lãnh đạo Triều Tiên Kim Jong-il đã trao đổi lời chào và tuyên bố năm 2009 là "năm hữu nghị của Trung Quốc DPRK", đánh dấu 60 năm quan hệ ngoại giao giữa hai nước. Mối quan hệ chặt chẽ giữa Trung Quốc và CHDCND Triều Tiên được tổ chức tại Đại hội thể thao ở Bình Nhưỡng.Vào tháng 8 năm 2012, Jang Song-thaek, chú của Kim Jong-un, đã gặp Hu Jintao, Tổng Bí thư Đảng Cộng sản Trung Quốc tại Bắc Kinh. Kể từ đó, đã được báo cáo rộng rãi rằng trong cuộc gặp gỡ của họ, Jang nói với Hu Jintao rằng anh muốn thay thế Kim Jong-un bằng anh trai Kim Jong-nam. Cuộc họp được cho là ghi âm bởi Chu Vĩnh Khang, lúc đó là thư ký của Ủy ban Chính trị và Pháp lý Trung ương, người đã thông báo cho Kim Jong-un về âm mưu này. Vào tháng 12 năm 2013, Jang bị xử tử vì tội phản quốc trong khi vào tháng 7 năm 2014, Zhou bị công khai điều tra về tham nhũng và các tội ác khác và đã bị bắt vào tháng 12 năm 2014. Những sự kiện này được cho là bắt đầu sự ngờ vực của Kim Jong-un đối với Trung Quốc, kể từ đó họ đã không thông báo cho anh ta về một âm mưu chống lại sự cai trị của anh ta, trong khi Trung Quốc không thích Kim vì đã thực hiện trung gian đáng tin cậy của họ. Vào ngày 5 tháng 5 năm 2013, Triều Tiên "chộp lấy", theo Jiang Yaxian, một quan chức chính phủ Trung Quốc, một tàu đánh cá khác của Trung Quốc trong một loạt các tàu đánh cá Trung Quốc đang bị giam giữ."Triều Tiên đã yêu cầu 600.000 nhân dân tệ (97.600 đô la) để trở về an toàn, cùng với 16 phi hành đoàn của họ.".Theo một bài báo của New York Times vào tháng 12 năm 2014, các mối quan hệ đã đạt đến điểm thấp. Vào tháng 3 năm 2016, nhà lãnh đạo Triều Tiên Kim Jong-un đã đến thăm một nhà máy tên lửa mà Trung Quốc lên án mạnh mẽ, trong một báo cáo của tờ nhật báo Nhân dân tiết lộ rằng chính trị Cộng hòa Dân chủ Nhân dân Triều Tiên gây bất ổn trên Bán đảo Triều Tiên và có thể so sánh với tình hình ở Syria. Sự tham gia của Hoa Kỳ vào các vấn đề của bán đảo vào tháng 4 năm 2017 đã đưa ra một vấn đề lớn cho mối quan hệ Trung-Mỹ trong việc chuẩn bị của Li Xiaolin cho chuyến thăm của ông Tập tới Hoa Kỳ.

### Chương trình vũ khí hạt nhân

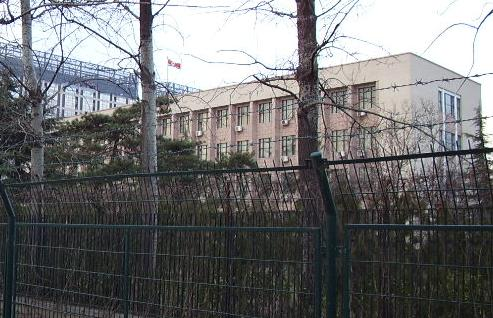
Tòa đại sứ Cộng hòa Dân chủ Nhân dân Triều Tiên ở Trung Quốc

Từ năm 2003, Trung Quốc đã tham gia các cuộc đàm phán sáu bên nhằm giải quyết vấn đề chương trình vũ khí hạt nhân của Triều Tiên.Bộ trưởng Ngoại giao Cộng hòa Nhân dân Trung Hoa Dương Khiết Trì nói rằng Trung Quốc "kiên quyết" phản đối vụ thử hạt nhân năm 2013 của Triều Tiên do Triều Tiên tiến hành. Đại sứ Triều Tiên tại Trung Quốc, Ji Jae-ryong, đã được thông báo cá nhân về việc này vào ngày 12 tháng 2 năm 2013 trong một cuộc họp với Yang Jiechi. Năm 2016, ngay sau vụ thử hạt nhân của Triều Tiên hồi tháng 1 căng thẳng giữa Trung Quốc và Triều Tiên ngày càng phát triển, phản ứng của Trung Quốc là: "Chúng tôi rất mong muốn phía DPRK tiếp tục cam kết phi hạt nhân hóa và ngừng mọi hành động sẽ xảy ra làm cho tình hình tồi tệ hơn ", phát ngôn viên Hoa Xuân Oánh nói. Vào ngày 24 tháng 2 năm 2016, Hoa Kỳ và Trung Quốc đã đưa ra các biện pháp trừng phạt mới đối với chế độ Triều Tiên được thực hiện trong bối cảnh Liên Hợp Quốc. Thời báo Ấn Độ đưa tin Bộ trưởng Ngoại giao Anh, ông Vladimir Johnson, phát biểu tại một bữa ăn tối nhằm đánh dấu sự độc lập của Ấn Độ rằng Trung Quốc kiểm soát 90% thương mại của Triều Tiên và chính phủ Trung Quốc phải thực hiện áp lực kinh tế đối với Kim Jong-un để đạt được ngoại giao giải pháp cần thiết để giảm căng thẳng trong khu vực. Hoa Kỳ đã trừng phạt nhiều công ty Trung Quốc vì cáo buộc hỗ trợ chương trình hạt nhân của Triều Tiên.

### Suy giảm quan hệ năm 2017
Do sự ủng hộ của Trung Quốc đối với các lệnh trừng phạt đối với Triều Tiên, các mối quan hệ trong năm 2017 đã có bước chuyển tiêu cực với truyền thông nhà nước Triều Tiên tấn công trực tiếp vào Trung Quốc trong ít nhất ba lần. Vào tháng 2 năm 2017, sau khi Trung Quốc tạm dừng nhập khẩu than từ Triều Tiên, Thông tấn xã Trung ương Triều Tiên (KCNA) cho biết, "đất nước này [Trung Quốc], tự phong mình là một cường quốc, đang nhảy theo giai điệu của Mỹ trong khi bảo vệ hành vi có ý nghĩa của nó với lý do như vậy, điều đó có nghĩa là không có tác động tiêu cực đến cuộc sống của người dân ở CHDCND Triều Tiên mà là kiểm tra chương trình hạt nhân của nó ". Vào tháng 5 năm 2017, KCNA đã đưa ra một lời chỉ trích chưa từng có về Trung Quốc, nói rằng "một chuỗi những lời nhận xét vô lý và liều lĩnh hiện đang được nghe từ Trung Quốc mỗi ngày chỉ để đưa ra tình huống xấu hiện tại" và rằng "Trung Quốc đã suy nghĩ tốt hơn về hậu quả nghiêm trọng. Bị lôi kéo bởi hành động liều lĩnh chặt chém trụ cột của mối quan hệ DPRK-Trung Quốc ". KCNA cho rằng Trung Quốc ủng hộ "chủ nghĩa sô vanh quyền lực lớn", KCNA cho biết sự ủng hộ của Trung Quốc đối với các lệnh trừng phạt đối với Triều Tiên là "mối đe dọa không thể chối cãi đối với một quốc gia láng giềng có tư tưởng trung thực, có lịch sử lâu dài và truyền thống hữu nghị" và "DPRK sẽ không bao giờ cầu xin duy trì tình hữu nghị với Trung Quốc ". Vào tháng 9 năm 2017, KCNA đã đóng sầm các bài xã luận tiêu cực của Nhân dân Nhật báo và Thời báo Toàn cầu, nói rằng "một số phương tiện truyền thông của Trung Quốc đang làm tổn thương nghiêm trọng đường dây và hệ thống xã hội của DPRK và đe dọa DPRK" và gọi chúng là "sự bài tiết bẩn thỉu của những kẻ phản động trong lịch sử "Ai" đã nói ra những từ vô cùng tệ hại như vậy ".

### Cải thiện quan hệ năm 2018
Vào tháng 2 năm 2018, KCNA một lần nữa chỉ trích truyền thông Trung Quốc. Theo KCNA, Đài truyền hình trung ương Trung Quốc "làm hỏng nghiêm trọng bầu không khí của bữa tiệc bằng cách công bố những bình luận mang tính giả định của các chuyên gia cá nhân" và Thời báo Hoàn cầu đã bị lên án vì "hành vi rải tro cốt vào ngày hạnh phúc của người khác khi họ đưa ra vấn đề phi hạt nhân hóa".Vào tháng 3 năm 2018, Chủ tịch Đảng Lao động Triều Tiên Kim Jong-un đã gặp Tổng Bí thư Đảng Cộng sản Trung Quốc Tập Cận Bình lần đầu tiên tại Bắc Kinh. Tân Hoa Xã đưa tin rằng chuyến đi của lãnh đạo Triều Tiên kéo dài bốn ngày. Kim và vợ Ri Sol-ju đã được gặp những người bảo vệ danh dự và một bữa tiệc xa hoa do Tập Cận Bình tổ chức. Xi cũng được đón nhận theo cách tương tự khi ông đến thăm Bình Nhưỡng vào tháng 6 năm 2019 trong chuyến thăm cấp nhà nước hai ngày, lần đầu tiên kể từ chuyến thăm năm 2006 của Hu Jintao. Trong một trò chơi đại chúng của Triều Tiên mà Xi tham dự, anh được miêu tả bên trong một vòng tròn có viền vàng bao quanh bởi màu đỏ - phong cách tương tự trước đây được sử dụng để miêu tả cha của Kim Jong-un, Kim Jong-il, và ông nội, Kim Il-sung. Đây cũng là lần đầu tiên chuyến thăm của một nhà lãnh đạo Trung Quốc tới Triều Tiên được chính phủ Trung Quốc gọi là "chuyến thăm cấp nhà nước". Vào tháng 7 năm 2019, Cộng hòa Dân chủ Nhân dân Triều Tiên là một trong 50 quốc gia đã ký một lá thư bảo vệ các trại cải tạo Tân Cương và ca ngợi "những thành tựu đáng chú ý của Trung Quốc trong lĩnh vực nhân quyền ở Tân Cương."

## Biên giới

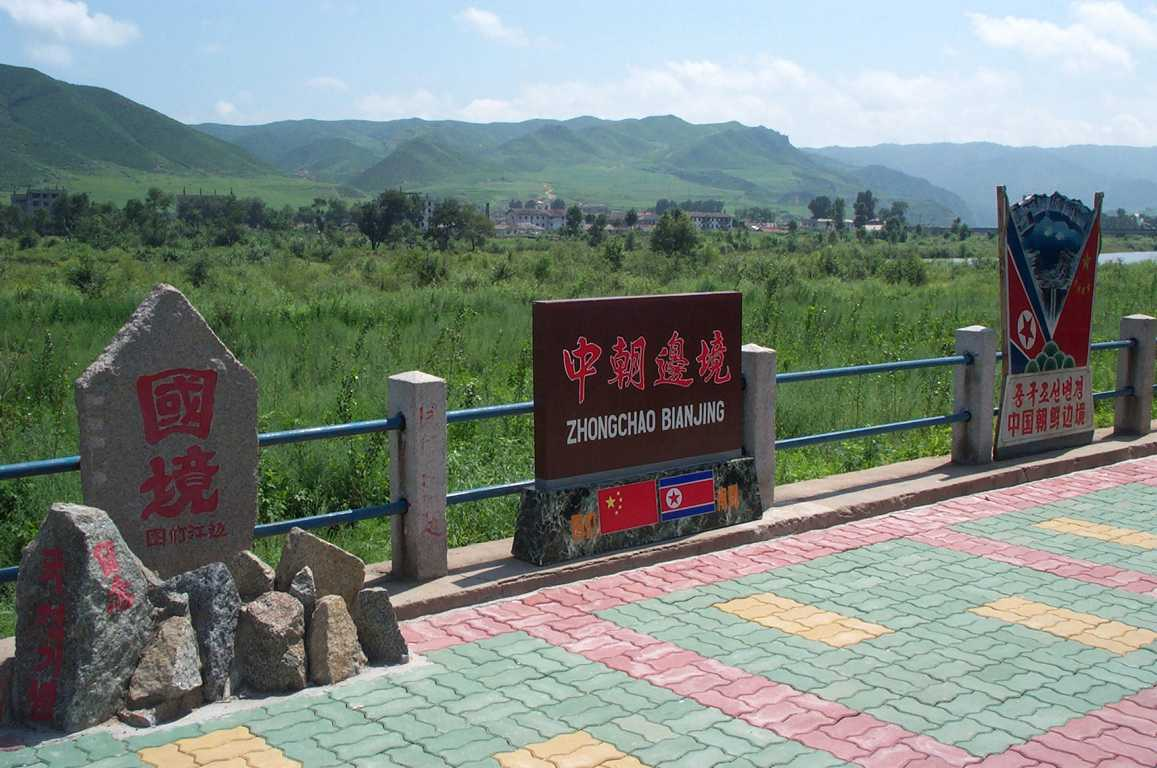
Biên giới Trung Quốc - Triều Tiên

Trung Quốc và Triều Tiên có chung đường biên giới dài 1.416 km tương ứng với dòng sông Yalu và Tumen.Trong những năm 1950 và 1960, nhiều người Triều Tiên ở Đông Bắc Trung Quốc đã vượt biên sang Triều Tiên để thoát khỏi khó khăn kinh tế và nạn đói ở Trung Quốc. Trong những năm gần đây, dòng người tị nạn đã đảo ngược, với một số lượng đáng kể người Triều Tiên chạy trốn sang Trung Quốc. Phần lớn thương mại của Trung Quốc với Triều Tiên đi qua cảng Đan Đông trên sông Yalu. Vào tháng 2 năm 1997, du khách có thể tiếp cận cây cầu bắc qua Tumen tại Wonjong-Quanhe. Vào tháng 5 năm 2012, Trung Quốc và Triều Tiên đã ký một thỏa thuận về việc xây dựng và quản lý cây cầu xuyên biên giới giữa Manpo ở tỉnh Jagang của Triều Tiên và Jian ở Trung Quốc. Vào năm 2015, một người lính Triều Tiên bất hảo đã giết chết bốn công dân Hàn Quốc của Trung Quốc sống dọc biên giới Trung Quốc với Triều Tiên.

## Quan hệ kinh tế
Hỗ trợ kinh tế của Trung Quốc cho Triều Tiên chiếm khoảng một nửa số viện trợ nước ngoài của Trung Quốc. Bắc Kinh cung cấp viện trợ trực tiếp cho Bình Nhưỡng, qua đó cho phép họ bỏ qua Liên Hợp Quốc. Trong thời kỳ thiếu lương thực trầm trọng giữa năm 1996 và 1998, Bắc Kinh đã cung cấp viện trợ lương thực vô điều kiện cho Triều Tiên.

### Thỏa thuận
Trung Quốc là đối tác thương mại lớn nhất của Triều Tiên, trong khi Triều Tiên xếp thứ 82 trong danh sách các đối tác thương mại của Trung Quốc (ước tính năm 2009) Trung Quốc cung cấp khoảng một nửa số hàng nhập khẩu của Triều Tiên và nhận được một phần tư xuất khẩu.
Đến năm 2011 thương mại đã tăng lên 5,6 tỷ đô la (4 5,04 nghìn tỷ đồng). Thương mại với Trung Quốc đại diện cho 57% hàng nhập khẩu của Triều Tiên và 42% hàng xuất khẩu của nước này. Thống kê của Trung Quốc năm 2013 chỉ ra rằng xuất khẩu của Triều Tiên sang Trung Quốc là gần 3 tỷ đô la, với nhập khẩu khoảng 3,6 tỷ đô la. Vào tháng 2 năm 2017, Trung Quốc đã hạn chế tất cả nhập khẩu than từ Triều Tiên cho đến năm 2018. Điều này được coi là cực kỳ có hại cho nền kinh tế Triều Tiên, vì than là mặt hàng xuất khẩu hàng đầu của quốc gia và Trung Quốc là đối tác thương mại hàng đầu của họ. Trung Quốc đã nói rằng điều này phù hợp với các lệnh trừng phạt của Liên Hợp Quốc đối với Triều Tiên, nhưng người ta suy đoán rằng điều này xảy ra do sự kiện hỗn hợp, bao gồm các vụ thử hạt nhân gần đây, vụ ám sát Kim Jong-nam, anh trai của nhà cai trị Kim Jong-un và áp lực đối với Trung Quốc từ phần còn lại của thế giới và đặc biệt là Hoa Kỳ. Tuy nhiên, bất chấp điều này, Triều Tiên đã được báo cáo để trốn tránh các lệnh trừng phạt và tiếp tục bán than cho Trung Quốc thông qua một lỗ hổng. Vào ngày 28 tháng 9 năm 2017, để đáp trả lệnh trừng phạt mới của Hội đồng Bảo an Liên Hợp Quốc về vụ thử hạt nhân hồi đầu tháng, Trung Quốc đã ra lệnh cho tất cả các công ty Triều Tiên hoạt động tại Trung Quốc ngừng hoạt động trong vòng 120 ngày. Đến tháng 1 năm 2018, thống kê hải quan cho thấy thương mại giữa hai nước đã giảm xuống mức thấp nhất được ghi nhận. Thương mại giữa Trung Quốc và Triều Tiên tăng 15,4% lên 1,25 tỷ trong nửa đầu năm 2019. Vào tháng 7 năm 2019, Washington Post đã báo cáo rằng Huawei "bí mật giúp" Triều Tiên xây dựng và duy trì mạng không dây thương mại của mình.

### Ngân hàng
Vào ngày 7 tháng 5 năm 2013, Ngân hàng Trung Quốc, ngân hàng ngoại hối lớn nhất của Trung Quốc, đã cùng với các ngân hàng quốc tế khác đóng tài khoản của Ngân hàng Ngoại thương của Triều Tiên, ngân hàng ngoại hối chính của nó. Mặc dù không có thực thể nào nêu lý do cho việc đóng cửa, nhưng người ta cho rằng đó là để đáp trả các lệnh trừng phạt đối với Ngân hàng Trung Quốc đối với cáo buộc hỗ trợ của họ trong việc tài trợ cho chương trình vũ khí hạt nhân của Triều Tiên.

### Đầu tư
Năm 2012, khoản đầu tư 45 triệu USD của Tập đoàn Haicheng Xiyang của Trung Quốc vào một nhà máy chế biến bột quặng sắt đã thất bại dưới cái mà người Trung Quốc gọi là "cơn ác mộng". Vào ngày 21 tháng 2 năm 2016, Trung Quốc lặng lẽ chấm dứt hỗ trợ tài chính của Triều Tiên mà không có bất kỳ thông tin công khai nào. Nó được báo cáo là do sự sụp đổ của mối quan hệ giữa hai chính phủ.

## Quan hệ quân sự
Trong Chiến tranh Triều Tiên từ 1950 - 1953, Trung Quốc đã hỗ trợ Triều Tiên, gửi tới 3 triệu binh sĩ, được gọi là Quân đội Tình nguyện Nhân dân, để hỗ trợ các lực lượng Triều Tiên chiến đấu với Hàn Quốc và Liên Hợp Quốc trên bán đảo Triều Tiên. Có tới 180.000 binh sĩ Trung Quốc đã thiệt mạng. Kể từ khi kết thúc Chiến tranh Triều Tiên, hai nước đã hợp tác chặt chẽ trong các vấn đề an ninh và quốc phòng. Năm 1975, Kim Il-sung đã đến thăm Bắc Kinh trong một nỗ lực thất bại trong việc thu hút sự ủng hộ từ Trung Quốc cho một cuộc xâm lược quân sự của Hàn Quốc. Vào ngày 23 tháng 11 năm 2009, Bộ trưởng Quốc phòng Trung Quốc Liang Guanglie đã đến thăm Bình Nhưỡng, chỉ huy quốc phòng đầu tiên đến thăm kể từ năm 2006.

## Đại sứ quán, lãnh sự quán
- Tại Trung Quốc:
- Bắc Kinh (Đại sứ quán)
- Đan Đông (Lãnh sự quán)
- Thẩm Dương (Lãnh sự quán)

- Tại Triều Tiên:
- Bình Nhưỡng (Đại sứ quán)
- Chongjin (Lãnh sự quán)